# Colm O’Reilly
Colm O’Reilly (ur. 11 stycznia 1935 w Colmcille) – irlandzki duchowny rzymskokatolicki, w latach 1983-2013 biskup Ardagh i Clonmacnoise.

## Życiorys
Święcenia kapłańskie przyjął 19 czerwca 1960. 24 lutego 1983 został mianowany biskupem Ardagh i Clonmacnois. Sakrę biskupią otrzymał 10 kwietnia 1983. 17 lipca 2013 przeszedł na emeryturę.